# 第24回ゴッサム・インディペンデント映画賞
第24回ゴッサム・インディペンデント映画賞は2014年の映画を対象とする映画賞で、2014年10月23日にノミネートが発表された。なお、受賞者は同年12月1日に発表された。

## 受賞・ノミネート

### 作品賞
- 『バードマン あるいは（無知がもたらす予期せぬ奇跡）』
  - 『6才のボクが、大人になるまで。』
  - 『人生は小説よりも奇なり』
  - 『グランド・ブダペスト・ホテル』
  - 『アンダー・ザ・スキン 種の捕食』

### 男優賞
- マイケル・キートン - 『バードマン あるいは（無知がもたらす予期せぬ奇跡）』
  - イーサン・ホーク - 『6才のボクが、大人になるまで。』
  - マイルズ・テラー - 『セッション』
  - ビル・ヘイダー - 『スケルトン・ツインズ 幸せな人生のはじめ方』
  - オスカー・アイザック - 『アメリカン・ドリーマー 理想の代償』

### 女優賞
- ジュリアン・ムーア - 『アリスのままで』
  - パトリシア・アークエット - 『6才のボクが、大人になるまで。』
  - ググ・バサ＝ロー - Beyond the Lights
  - ミア・ワシコウスカ - 『奇跡の2000マイル』
  - スカーレット・ヨハンソン - 『アンダー・ザ・スキン 種の捕食』

### ブレイクスルー監督賞
- アナ・リリー・アマポアー - 『ザ・ヴァンパイア 残酷な牙を持つ少女』
  - ジェームズ・ウォード・バーキット - 『ランダム 存在の確率』
  - ダン・ギルロイ - 『ナイトクローラー』
  - エリザ・ヒットマン - 『愛のように感じた』
  - ジャスティン・シミエン - 『ディア・ホワイト・ピープル』

### ブレイクスルー演技賞
- テッサ・トンプソン - 『ディア・ホワイト・ピープル』
  - エラー・コルトレーン - 『6才のボクが、大人になるまで。』
  - メイコン・ブレア - 『ブルー・リベンジ』
  - リズ・アーメド - 『ナイトクローラー』
  - ジェニー・スレイト - Obvious Child
  - ジョーイ・キング - 『WISH I WAS HERE 僕らのいる場所』

### 女性映画監督賞
- クロエ・ザオ - Songs My Brothers Taught Me
  - ギャレット・ブラッドリー - Below Dreams
  - クレア・カレ - Embers

### ドキュメンタリー映画賞
- Point and Shoot
- Life Itself
- 『マナカマナ 雲上の巡礼』
- Actress
- 『シチズンフォー スノーデンの暴露』

### 特別賞
- 『フォックスキャッチャー』のスティーヴ・カレル、マーク・ラファロ、チャニング・テイタムの演技に対して

### 観客賞
- 『6才のボクが、大人になるまで。』

### トリビュート
- ベネット・ミラー
- ティルダ・スウィントン
- テッド・サランドス